# Politecnico della Slesia
Il Politecnico della Slesia (in polacco: Politechnika Śląska IPA: [pɔliˈtɛxɲika ˈɕlɔ̃ska]) è una università di Gliwice, nel voivodato della Slesia, in Polonia.

## Storia
L'ente è stato fondato nel 1945 da professori polacchi del politecnico di Leopoli, costretti a lasciare la loro città natale ed emigrare verso i territori riconquistati al termine del secondo conflitto mondiale.

## Struttura
L'ateneo è organizzato nelle seguenti facoltà o dipartimenti:
- Architettura
- Automazione, Elettronica e Scienze dell'Informazione
- Ingegneria Civile
- Chimica
- Ingegneria Elettronica
- Industria Mineraria e Geologia
- Ingegneria Biomedica
- Ingegneria dei Materiali e Metallurgia
- Energia ed Ingegneria Ambientale
- Matematica Applicata
- Ingegneria Meccanica
- Organizzazione e Management
- Trasporti
- Lingue Straniere
- Scienze dell'Educazione
- Insituto di Fisica
- Centro di Scienze dell'Educazione - Centro per l'educazione ingegneristica
- Centro di Scienze dell'Educazione per il trasporto ferroviario

Dodici facoltà hanno sede a Gliwice, due a Katowice ed altre due a Zabrze. I Centri di Scienze ed Educazione si trovano a Rybnik e Sosnowiec.

## Rettori
- Władysław Kuczewski (1945-1951)
- Michał Śmiałowski (1951-1952)
- Gabriel Kniaginin (1952-1954)
- Zbigniew Jasicki (1954-1956)
- Stanisław Ochęduszko (1956-1959)
- Tadeusz Laskowski (1959-1965)
- Jerzy Szuba (1965-1974)
- Jerzy Nawrocki (1974-1981)
- Ryszard Petela (1981-1982)
- Marian Starczewski (1982-1984)
- Antoni Niederliński (1984-1987)
- Tadeusz Chmielniak (1987-1990)
- Wilibald Winkler (1990-1996)
- Bolesław Pochopień (1996-2002)
- Wojciech Zieliński (2002-2008)
- Andrzej Karbownik (2008-2016)
- Arkadiusz Mężyk (dal 2016)